# Horaella brehmi
Horaella brehmi är en hjuldjursart som beskrevs av Donner 1949. Horaella brehmi ingår i släktet Horaella och familjen Trochosphaeridae. Inga underarter finns listade i Catalogue of Life.